# Thuja occidentalis
Thuja occidentalis, la tuya del Canadá, o tuya occidental es una especie arbórea de la familia de las Cupresáceas. Es una conífera siempreverde originaria del nordeste de EE. UU. y sudeste de Canadá, desde el centro de Saskatchewan, este de Nuevo Brunswick,  sur y este de Tennessee en los Apalaches. 

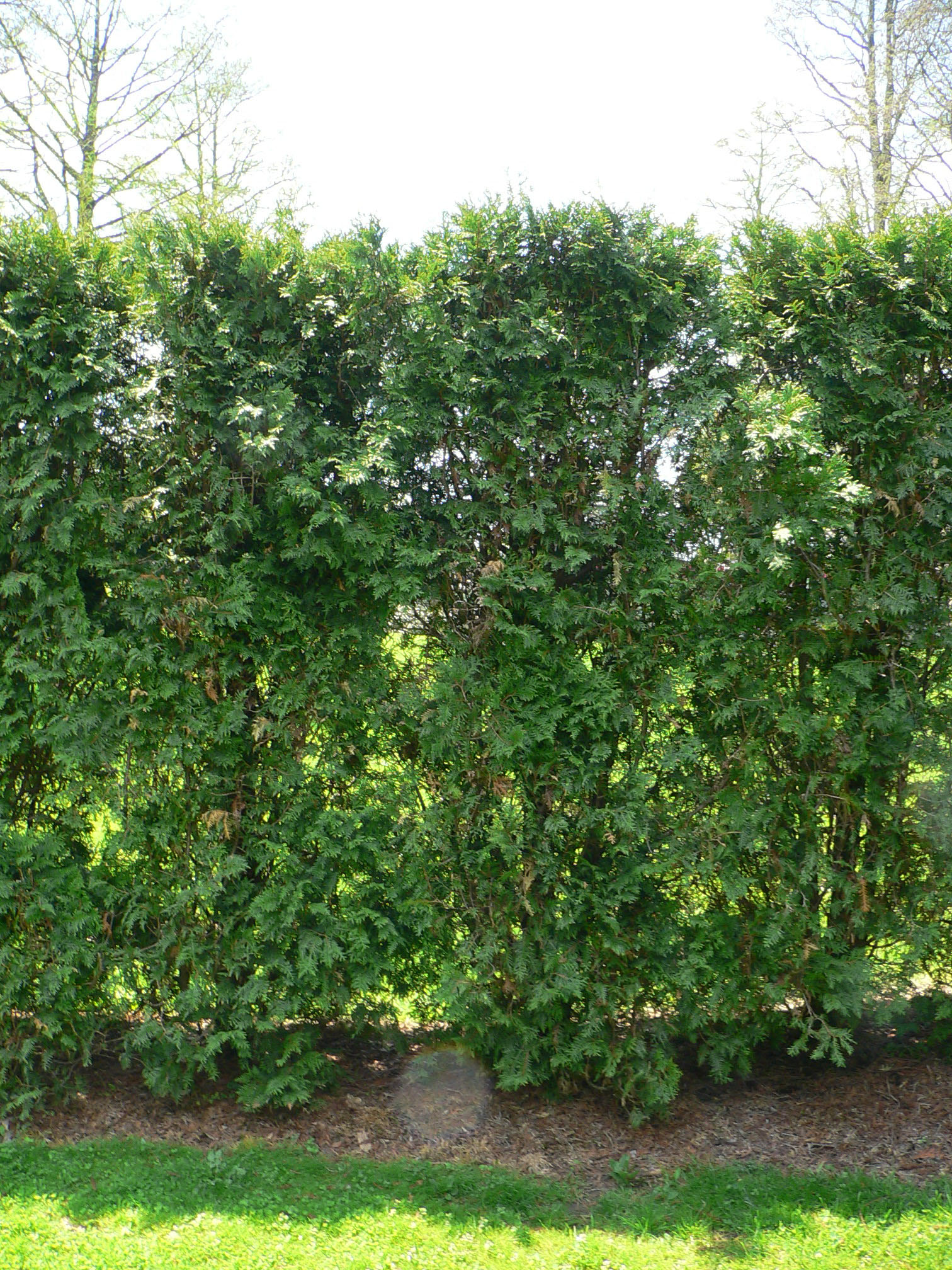
Un muy cuidado seto de Thuja occidentalis

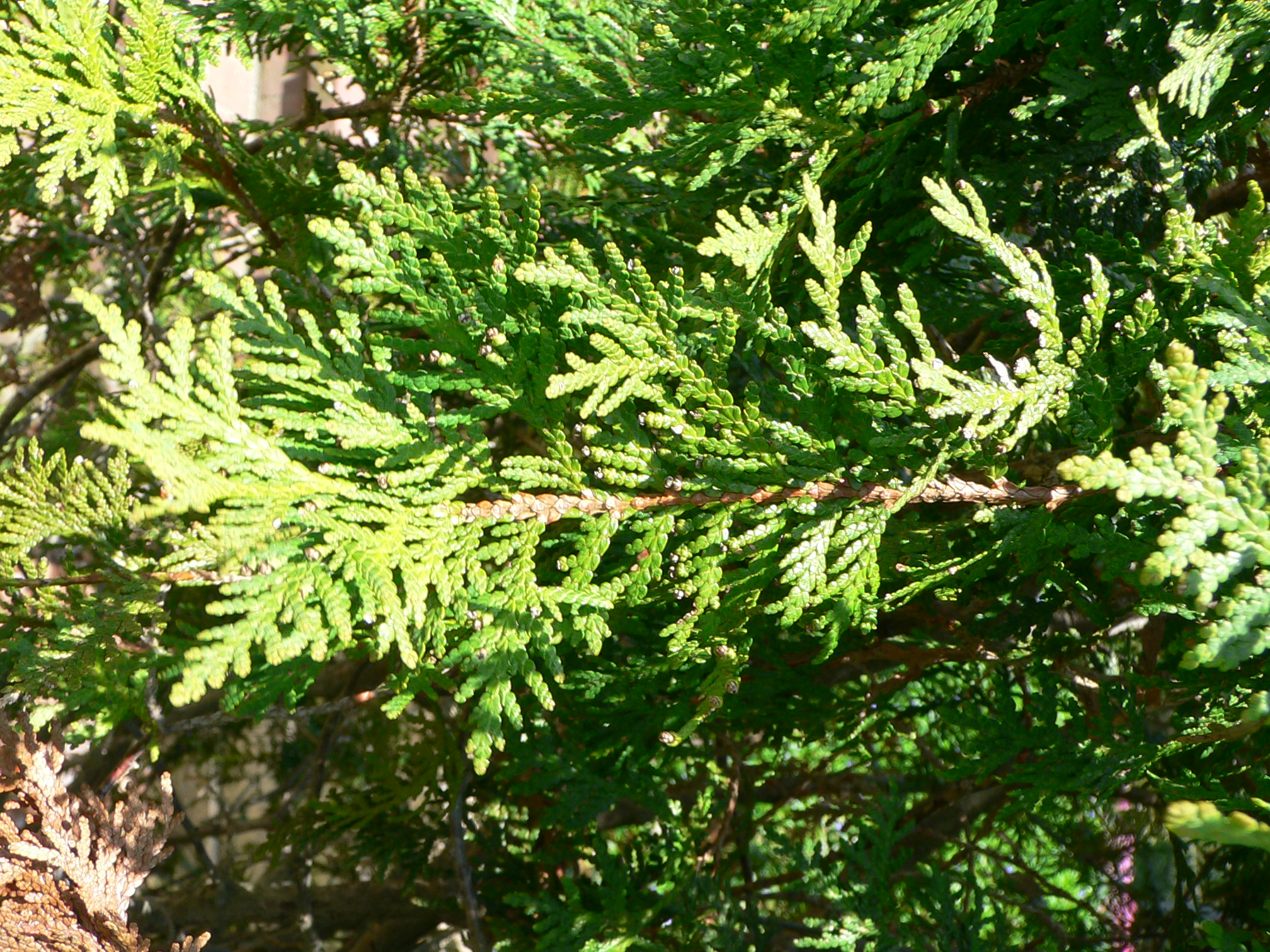
Hojas de Thuja occidentalis

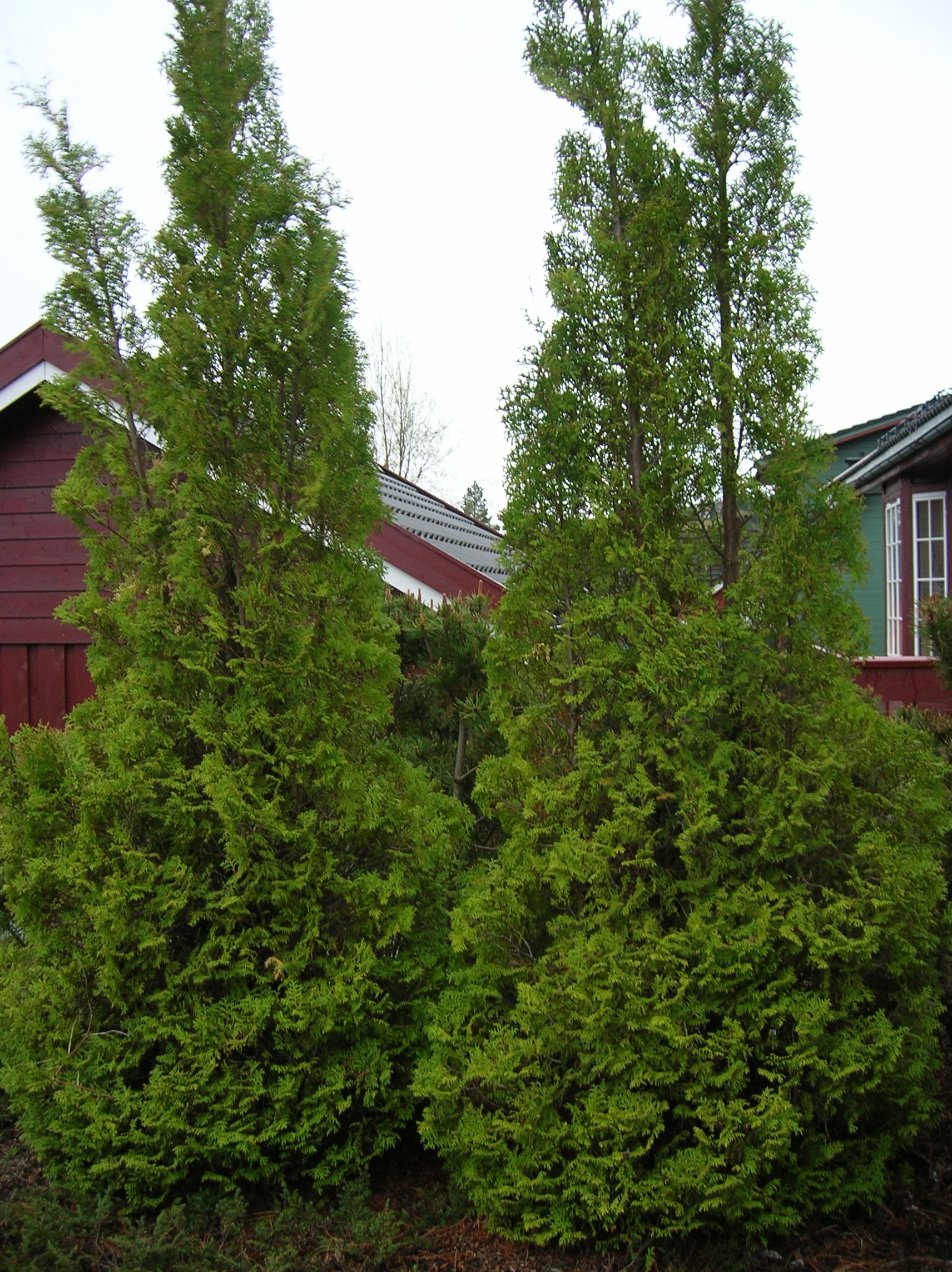
Vista del árbol

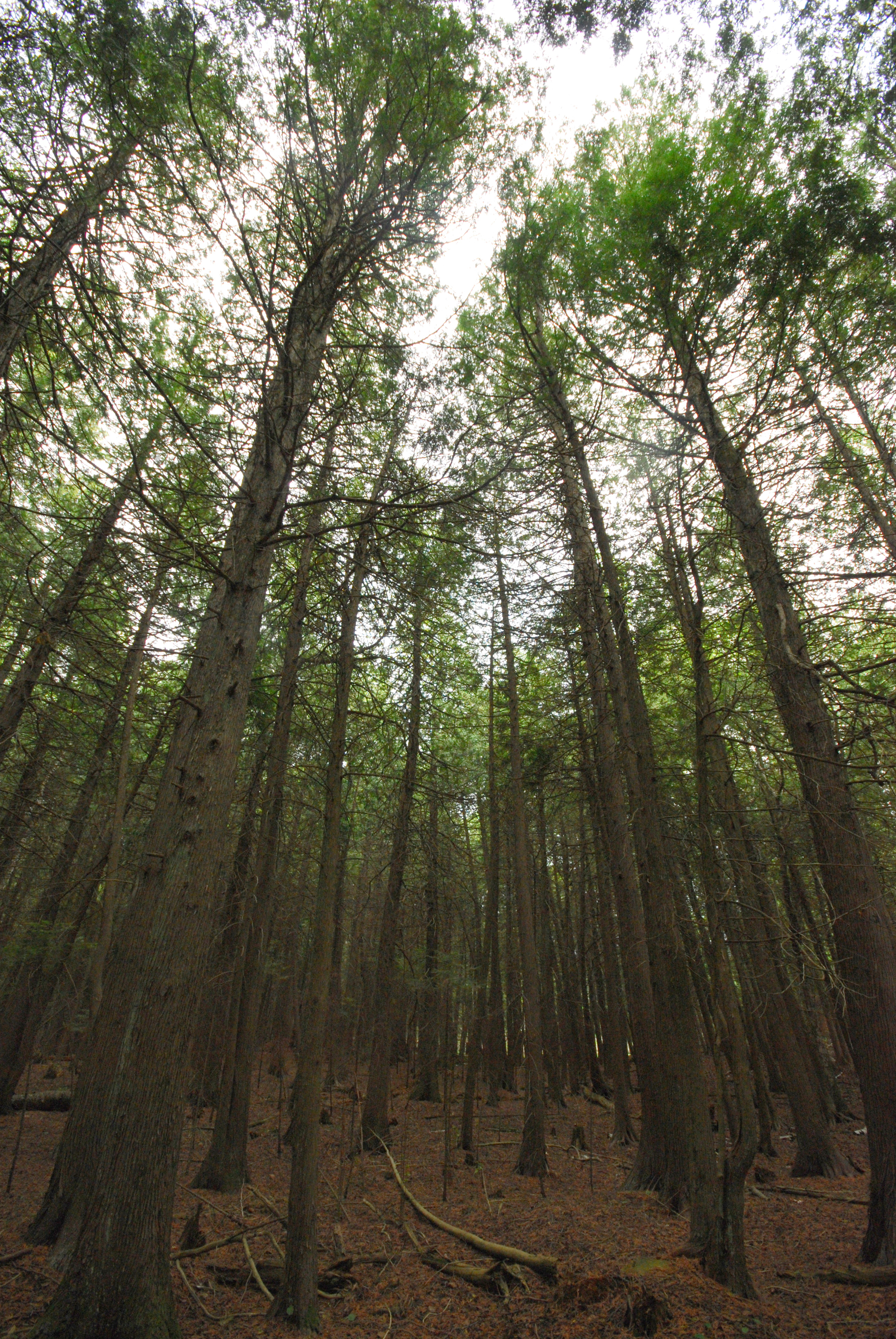
En su hábitat

## Descripción
Aunque está muy  relacionada con Thuja plicata es solamente un pequeño árbol, de 10-20 m de altura y 40 cm de diámetro de tronco, (excepcionalmente de 30 m y  16 dm diámetro).  La corteza es rojo-parda, marcada por angostos, y  estrías longitudinales. El follaje se forma en chatas ramitas con hojas de 3-5 mm de longitud. Los conos son delgados, amarillo-verdosos, y al madurar pardos, de 10-15 mm de long. y  4-5 mm de ancho, con  6-8 escamas sobrepuestas.

### Ecología
Thuja occidentalis crece naturalmente en bosques húmedos, siendo particularmente abundante en pantanos donde otras especies grandes y de rápido crecimiento no compiten con éxito. También aparece en sitios con reducida competición arbórea,  como en acantilados.  Aunque no está en la lista de especies en riesgo, las poblaciones silvestres de Thuja occidentalis están amenazadas en muchas áreas por la alta concentración de ciervos. Estos encuentran su suave follaje siempreverde muy atractivo como alimento invernal. 
La tuya más alta registrada, en South Manitou Island, condado de Leelanau, Míchigan, tenía una altura de 34 m, y 175 cm de diámetro. Puede llegar a ser muy longeva en ciertas condiciones, como estar a cubierto de ciervos y de fuego; llegando a vivir más de un milenio. Un espécimen muerto tenía 1.500 años.

### Usos
Es frecuente su uso como árbol ornamental. Se han seleccionado más de 300 cultivares para jardinería; en el mercado horticultural pueden encontrarse las siguientes variedades:  'Degroot's Spire', 'Ellwangeriana', 'Hetz Wintergreen', 'Lutea', 'Rheingold', 'Smaragd' (alias 'Emerald Green'), 'Techny',  'Wareana'.  Se introdujo en Europa en 1540 y se cultiva ampliamente, especialmente en parques y cementerios.
Los aceites de Thuja occidentalis se hallan en alimento orgánico que se supone eliminarían verrugas, incluyendo el Virus del Papiloma Humano. Ninguna evidencia científica avala esa aplicación (referencia: "Fuerzas de la Naturaleza: no más verrugas").
Sus agujas pueden usarse hervidas en agua para hacer un té que contiene 50 mg de Vitamina C/100 g, haciendo de él un auxiliar en curas de hipovitaminosis.

#### Efectos secundarios
Algunos de los efectos secundarios en niños, son: confusión, somnolencia, resequedad en la boca y problemas estomacales.

## Taxonomía
Thuja occidentalis fue descrita por Carlos Linneo  y publicado en Species Plantarum 2: 1002. 1753.
Etimología
Thuja: nombre genérico que proviene del griego antiguo θυα, y luego el Latín thya, -ae, que Plinio el Viejo (13, XXX, 100), describe ampliamente y que corresponde a Thuja articulata (hoy en el género Tetraclinis). El vocablo thya, thyon designaba, en un primer tiempo -en Homero- las maderas y árboles de olor perfumado y, más tarde, se amplió erróneamente su aceptación a todos los perfumes.
occidentalis: epíteto geográfico que alude a su localización en occidente.
Sinonimia
- Cupressus arborvitae O.Targ.Tozz.
- Juniperus ericoides Mast.
- Retinispora devriesiana Mast.
- Retinispora dubia Carrière
- Retinispora ellwangeriana Carrière
- Retinispora glaucescens Hochst. ex Beissn.
- Retinispora keteleeri Beissn.
- Retinispora meldensis Carrière
- Retinispora nobleana Beissn.
- Retinispora pygmaea Beissn.
- Retinispora troubetzkoyana auct.
- Thuja bodmeri Beissn.
- Thuja canadensis K.Koch
- Thuja caucasica Gordon
- Thuja compacta Standish ex Gordon
- Thuja devriesiana Carrière
- Thuja ellwangeriana Carrière
- Thuja ericoides Gordon
- Thuja globosa Beissn.
- Thuja hoveyi Gordon
- Thuja minor Carrière
- Thuja nana Carrière
- Thuja obtusa Moench
- Thuja odorata Marshall
- Thuja procera Salisb.
- Thuja recurva Beissn.
- Thuja recurvata Beissn.
- Thuja sibirica Gordon
- Thuja tatarica Gordon
- Thuja theophrasti Nieuwl.
- Thuja variegata Marshall
- Thuja vervaeneana Van Geert ex Gordon[5]

## Nombres comunes
- árbol de la vida americano, ciprés de abanico.[6]